# Keeper of the Door
Keeper of the Door é um filme mudo do gênero drama produzido no Reino Unido e lançado em 1919. Foi uma adaptação de um romance de 1915, de Ethel M. Dell.